# Ау (полуостров)
Полуостров Ау (нем. Halbinsel Au) — полуостров в Швейцарии, располагается в кантоне Цюрих в центре Цюрихского озера между коммунами Хорген и Веденсвиль.

## История
Полуостров был включен в состав кантона Цюрих в 1150 году, однако заселён позже, в 1316 году, рыцарями ордена св. Иоанна из Веденсвиля.
В 1651 году почти вся недвижимость полуострова была куплена швейцарским генералом и государственным деятелем Гансом Рудольфом Вердмюллером, после смерти которого все имущество полуострова было вновь передано кантону Цюрих.
Поэт Фридрих Клопшток, побывав на острове, описал его в стихах как священное для каждого швейцарца место.
Сегодня Ау входит в управление коммуны Веденсвиль. До полуострова можно доплыть на общественных пассажирских катерах. По переписи 31 декабря 2007 года население полуострова составило 615 человек.